# Jozef Karika
Jozef Karika (* 15. listopadu 1978, Ružomberok) je slovenský experimentální spisovatel a publicista, autor hororových próz, románů z mafiánského prostředí a publikací o magii. Popularitu si získal především románem Trhlina, podle nějž byl natočen stejnojmenný film a který na Slovensku vyvolal neobyčejný zájem o pohoří Tribeč, kde se odehrává.

## Život
Vystudoval historii a filosofii na Univerzitě Mateje Bela v Banské Bystrici, do povědomí se dostal po roce 2000 jak autor internetových stránek Garden of Magick a častý přispěvatel do diskusního fóra portálu Ritual.cz (pod přezdívkou „Raistlin“) a následně se díky svým prvním dvěma knihám o magii – Slovanská magie (Vodnář 2003), Zóny stínu (Vodnář 2005) – stal uznávaným a diskutovaným autorem v této oblasti. Poté však postupně ukončil své na magii zaměřené aktivity (například semináře) a začal se věnovat obecné publicistice a psaní beletrie.
Průběžně mu sice vycházely další knihy o magii (Magie peněz, Ikar 2007, česky Vodnář 2008), Kurz praktické magie pro začátečníky (Ikar 2007, české vydání v nakl. Vodnář se připravuje), Brány meonu (Vodnář 2009) a britsko-americké vydavatelství Immanion Press mu vydalo knihu esejů Liber 767 vel Boeingus (2009), určenou pro americký a anglický trh), ale to byly vesměs výsledky dřívější činnosti v této oblasti vycházející s časovým zpožděním.
Pracoval jako historik v muzeu, televizní redaktor, vedoucí marketingového a grantového oddělení v samosprávě a jako mluvčí města Ružomberku. Do beletristického světa vstoupil svými hororovými povídkami, přičemž povídka Dedičstvo zeme se umístila na 3. místě Ceny Fantázie 2008 a povídka Samota na 1. místě Ceny Béla 2009 a na 3. místě Ceny Fantázie 2009. Tyto povídky také vyšly v příslušných antologiích. V roce 2010 mu v nakladatelství Ikar vyšla kniha V tieni mafie, jež se stala bestsellerem, téměř dva měsíce byla druhou nejprodávanější knihou na Slovensku (po novince Dana Browna) a nejprodávanější knihou slovenského autora. Tento drsný román z mafiánského prostředí se šokující otevřeností popisuje bezohledné mafiánské praktiky od výpalnictví, natáčení pornografie, obchodu s bílým masem až po korupci rozežírající státní a samosprávné struktury. V roce 2011 vyšlo v témže nakladatelství vynikající pokračování V tieni mafie 2. – Čas dravcov a na podzim 2011 byla plánovaná trilogie uzavřena thrillerem V tieni mafie 3 – Nepriateľ štátu. V dubnu roku 2011 vyšel v nakladatelství Knižní klub český překlad prvního dílu této trilogie.

## Dílo
- 2003 - Slovanská magie, (Vodnář, ISBN 80-86226-41-7)
- 2005 - Zóny stínu, (Vodnář, ISBN 80-86226-57-3)
- 2007 - Mágia peňazí, (Ikar, ISBN 978-80-551-1366-1)
- 2007 - K.P.M.P.Z., (Ikar, ISBN 978-80-551-1568-9)
- 2008 - Magie peněz, (Vodnář, ISBN 978-80-86226-78-1)
- 2009 - Brány meonu, (Vodnář, ISBN 978-80-87146-97-2)
- 2009 - Liber 767 vel Boeingus(Immanion Press, ISBN 978-1-905713-40-0)
- 2010 - "V tieni mafie" (Ikar, ISBN 978-80-551-2131-4)
- 2011 - "V tieni mafie 2. - Čas dravcov" (Ikar, ISBN 978-80-551-2396-7)
- 2011 - "Ve stínu mafie" (Knižní klub, ISBN 978-80-242-2914-0)
- 2011 – Nepriateľ štátu (Ikar, ISBN 978-80-551-2780-4)
- 2012 – Na smrť (Ikar, ISBN 978-80-551-3170-2)
- 2013 – Na smrť 2.: Bez milosti (Ikar, ISBN 978-80-551-3581-6)
- 2014 – Strach (Ikar, ISBN 978-80-551-3965-4)
- 2015 - Tma (Ikar, ISBN 978-80-551-4362-0)
- 2015 – Čierna hra: Vláda mafie (Ikar, ISBN 978-80-551-4451-1)
- 2016 – Trhlina (Ikar, ISBN 9788055151465)
- 2016 – Černá hra (Argo, ISBN 978-80-257-1775-2)
- 2016 – Strach (Argo, ISBN 978-80-257-1920-6)
- 2017 – Čierny rok: Vojna mafie (Ikar, ISBN 978-80-551-5752-8)
- 2017 – Trhlina (Argo, ISBN 978-80-257-2232-9)